# Deherainia lageniformis
Deherainia lageniformis là một loài thực vật có hoa trong họ Anh thảo. Loài này được Gómez-Laur. & N.Zamora mô tả khoa học đầu tiên năm 1998.